# Курдиани, Малхаз
Малхаз Курдиани (груз. მალხაზ ქურდიანი, род.8 июля 1985) — грузинский борец вольного стиля, призёр чемпионатов Европы.

## Биография
Родился в 1985 году. В 2002 году стал серебряным призёром первенства Европы среди кадетов. В 2005 году стал победителем первенства Европы среди юниоров.
В 2009 году завоевал бронзовую медаль чемпионата Европы.